# Síakrobatika az 1994. évi téli olimpiai játékokon
Az 1994. évi téli olimpiai játékokon a síakrobatika versenyszámait a Kanthugen Freestyle Arenában rendezték február 16. és 24. között. Összesen 4 versenyszámban avattak olimpiai bajnokot. Magyar versenyző nem vett részt ebben a sportágban.

## Éremtáblázat
(A rendező nemzet csapata eltérő háttérszínnel, az egyes számoszlopok legmagasabb értéke, vagy értékei vastagítással kiemelve.)
| Az 1994. évi téli olimpiai játékok éremtáblázata síakrobatikában | Az 1994. évi téli olimpiai játékok éremtáblázata síakrobatikában | Az 1994. évi téli olimpiai játékok éremtáblázata síakrobatikában | Az 1994. évi téli olimpiai játékok éremtáblázata síakrobatikában | Az 1994. évi téli olimpiai játékok éremtáblázata síakrobatikában | Olimpia  |
| ---------------------------------------------------------------- | ---------------------------------------------------------------- | ---------------------------------------------------------------- | ---------------------------------------------------------------- | ---------------------------------------------------------------- | -------- |
|                                                                  | Ország                                                           | Arany                                                            | Ezüst                                                            | Bronz                                                            | Összesen |
| 1.                                                               | Kanada (CAN)                                                     | 1                                                                | 1                                                                | 1                                                                | 3        |
| 2.                                                               | Norvégia (NOR)                                                   | 1                                                                | 0                                                                | 1                                                                | 2        |
| 3.                                                               | Svájc (SUI)                                                      | 1                                                                | 0                                                                | 0                                                                | 1        |
| 3.                                                               | Üzbegisztán (UZB)                                                | 1                                                                | 0                                                                | 0                                                                | 1        |
|                                                                  |                                                                  |                                                                  |                                                                  |                                                                  |          |
| 5.                                                               | Oroszország (RUS)                                                | 0                                                                | 1                                                                | 1                                                                | 2        |
| 6.                                                               | Egyesült Államok (USA)                                           | 0                                                                | 1                                                                | 0                                                                | 1        |
| 6.                                                               | Svédország (SWE)                                                 | 0                                                                | 1                                                                | 0                                                                | 1        |
|                                                                  |                                                                  |                                                                  |                                                                  |                                                                  |          |
| 8.                                                               | Franciaország (FRA)                                              | 0                                                                | 0                                                                | 1                                                                | 1        |
|                                                                  |                                                                  |                                                                  |                                                                  |                                                                  |          |
| Összesen                                                         | Összesen                                                         | 4                                                                | 4                                                                | 4                                                                | 12       |

## Érmesek

### Férfi
| Az 1994. évi téli olimpiai játékok érmesei férfi síakrobatikában |                                    |        |                                      |        |                                       |        |
| Versenyszám                                                      | Arany                              | Arany  | Ezüst                                | Ezüst  | Bronz                                 | Bronz  |
| Ugrás                                                            | Andreas Schönbächler · Svájc (SUI) | 234,67 | Philippe LaRoche · Kanada (CAN)      | 228,63 | Lloyd Langlois · Kanada (CAN)         | 222,44 |
| Mogul                                                            | Jean-Luc Brassard · Kanada (CAN)   | 27,24  | Szergej Suplecov · Oroszország (RUS) | 26,90  | Edgar Grospiron · Franciaország (FRA) | 26,64  |

### Női
| Az 1994. évi téli olimpiai játékok érmesei női síakrobatikában |                                       |        |                                             |        |                                              |        |
| Versenyszám                                                    | Arany                                 | Arany  | Ezüst                                       | Ezüst  | Bronz                                        | Bronz  |
| Ugrás                                                          | Lina Cserjazova · Üzbegisztán (UZB)   | 166,84 | Marie Lindgren · Svédország (SWE)           | 165,88 | Hilde Synnøve Lid · Norvégia (NOR)           | 164,13 |
| Mogul                                                          | Stine Lise Hattestad · Norvégia (NOR) | 25,97  | Elizabeth McIntyre · Egyesült Államok (USA) | 25,89  | Jelizaveta Kozsevnyikova · Oroszország (RUS) | 25,81  |